# Chiloxanthinae
Chiloxanthinae  (лат.) — подсемейство клопов из семейства прибрежников (Saldidae). Перепоночка надкрылий с пятью ячейками. Насчитывают около 25 современных и шесть ископаемых видов.